# Wat gij niet wilt dat u geschiedt

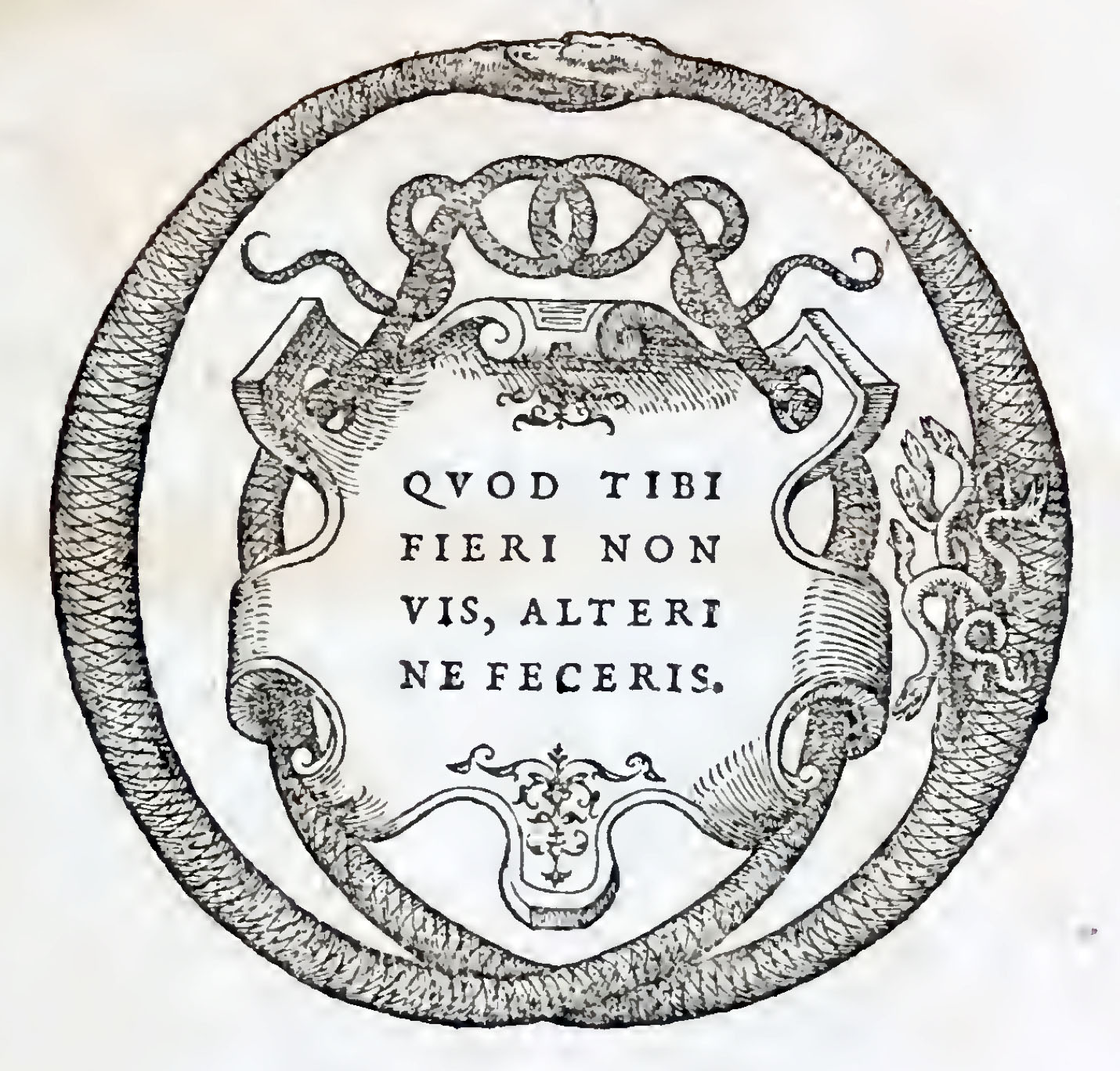
Motto van de drukker Jean de Tournes (16e eeuw)

Wat gij niet wilt dat u geschiedt is (het begin van) een aforisme dat wordt toegeschreven aan Alexander Severus (*208-†235), keizer van Rome (222-235): “Quod tibi non vis fieri, alteri ne feceris”. In archaïsch Nederlands: “Wat gij niet wilt dat u geschiedt, doe dat ook een ander niet”. In de zogeheten Historia Augusta – een geschiedenis van Romeinse keizers die regeerden tussen 117-284, naar men nu denkt achteraf geschreven in de 4e eeuw – waarin een even uitvoerige als opvallend positieve biografie van deze volgens anderen zwakke en incompetente keizer bewaard bleef, staat er in capittel 51, 7-8:
Clamabatque saepius, quod a quibusdam sive Iudaeis sive Christianis audierat et tenebat, idque per praeconem, cum aliquem emendaret, dici iubebat, “Quod tibi fieri non vis, alteri ne feceris.” quam sententiam usque adeo dilexit ut et in Palatio et in publicis operibus praescribi iuberet.
Vaak riep hij uit wat hij van Joden of christenen gehoord en onthouden had, en een heraut moest het van hem zeggen wanneer die iemand de les las: “Wat jij niet wilt dat iemand jou aandoet, moet je hem ook niet aandoen.” En hij was zo verrukt van dit aforisme dat hij het liet aanbrengen in zijn paleis en in openbare gebouwen.
Gelet op de voor zijn tijd uitzonderlijk tolerante houding die Alexander aangemeten krijgt ten opzichte van Joden en christenen, waarmee hij zich diametraal anders zou hebben opgesteld en gedragen dan zijn voorganger Heliogabalos (218-222) en zijn opvolger Maximinus (235-238), zal de anonieme auteur een christen geweest zijn. Dat Alexander deze spreuk werkelijk uit de mond van een Jood of een christen vernomen heeft, is niet onmogelijk, want het gaat hier om een citaat uit het deuterocanonieke Oudtestamentische Bijbelboek Tobias alias Tobit. In dit boek geeft een vader, Tobias / Tobit geheten, zijn zoon Tobias / Tobit een aantal wijze lessen mee, waaronder Vulgaat Liber Tobiae 4, 16: “Quod ab alio odis fieri tibi vide ne alteri tu aliquando facias.” Wat door Petrus Naghel in zijn Bijbelvertaling van 1360 woordelijk vertaald werd als: “Dattu niet en wils dat di een ander doe, besich, dattuut neghenen tijt enen anderen en does.” In hedendaags Nederlands: Wat jij niet wilt dat een ander jou aandoet, let er op dat jij het een ander niet aandoet.
Deze humane uitspraak is deel gaan uitmaken van het klassieke erfgoed dat gedurende de middeleeuwen levend gehouden werd in het voortgezet onderwijs (in het Latijn). Vertalingen in de volkstaal van Latijnse schoolteksten, als het Boec van Cato, werk van Pseudo-Seneca (Martinus van Braga), door Jacob van Maerlant aan het slot van de Eerste partie van zijn Spiegel historiael, Van zeden en het Bouc van seden, waarin spreuken als deze werden gecompileerd, behoren tot de oudste Middelnederlandse (vertaalde) teksten, en aan het einde van de Middeleeuwen tot de oudste gedrukte (school)boeken.
In Van zeden, overgeleverd in het zogeheten Comburgse handschrift [Gent, ca. 1400, maar veel teksten in dit verzamelhandschrift zijn (meer dan) een eeuw ouder], wordt de spreuk verwoord als:
Dattu niet wils dat di ghescie,

Doe dat selve eenen andren nye.
Het vergelijkbare Bouc van seden bevat een variante lezing:
Ne doe dinen evenkerstin niet,

Dattu niet wilts datti ghesciet.
Na de Middeleeuwen heeft dit aforisme de status van een gulden regel (regula aurea) gekregen.